# 灰被
灰被（英文：Indusium griseum），又称胼胝体上回（supracallosal gyrus），是与大脑胼胝体上表面相连的一层灰质薄膜，向外侧延伸至扣带皮层处的灰质。灰被中线两侧是由纵向纤维形成的脊状结构，即内侧纵纹和外侧纵纹。
灰被与脑部兴奋刺激有关。